# Antoine Kombouaré
Antoine Kombouaré, né le 16 novembre 1963 à Nouméa (Nouvelle-Calédonie), est un footballeur français reconverti en entraîneur. Il a évolué au poste de défenseur du début des années 1980 à la fin des années 1990.
Formé dans son île natale, il rejoint à vingt ans le FC Nantes. Il joue ensuite au SC Toulon puis au Paris Saint-Germain avec lequel il remporte le championnat de France en 1994 et la Coupe de France en 1993 et 1995. Il évolue ensuite au FC Sion et gagne avec ce club la Coupe de Suisse de football en 1996, à Aberdeen FC puis termine sa carrière au RC Paris.
Il se reconvertit alors comme entraîneur. Il fait ses débuts avec la réserve du Paris Saint-Germain, avant de diriger le RC Strasbourg puis le Valenciennes FC, qu'il fait monter en Ligue 1 en 2007. À la fin de la saison 2008-2009, il s'engage avec le Paris Saint-Germain, qu'il dirige jusqu'à la trêve de la saison 2011-2012, peu après son rachat par le Qatar.
Il est ensuite successivement l’entraîneur d'Al-Hilal FC pendant une demi-saison, du RC Lens de 2013 à 2016, de l'EA Guingamp de 2016 à son limogeage le 6 novembre 2018, puis du Dijon FCO en 2018-2019. Il fait un bref passage au Toulouse FC, du 14 octobre 2019 au 5 janvier 2020, puis il est le quatrième entraîneur de la catastrophique saison 2020-2021 du FC Nantes dont il parvient à sauver la place en Ligue 1. La saison suivante, il remporte la Coupe de France avec les Canaris, le premier titre du club nantais depuis plus de vingt ans. Il est limogé le 9 mai 2023 peu après une deuxième finale de Coupe de France, perdue cette fois. Moins d’un an plus tard, en mars 2024, les dirigeants nantais le rappellent pour prendre la suite de Jocelyn Gourvennec.

## Biographie

### En tant que joueur
Défenseur rugueux, il est d'abord formé au WS Plum Nouméa puis au Football Club de Nantes où il a passé sept saisons, découvrant la Division 1 et la Coupe de l'UEFA, atteignant même les 1/4 de finale en 1986.
Mais Antoine Kombouaré connaît son jour de gloire au printemps 1993 à l'occasion de la campagne européenne du Paris Saint-Germain en Coupe de l'UEFA : lors du 1/8 de finale retour, face à Anderlecht, il inscrit de la tête, dans les dernières minutes, le but de l'égalisation qualificatif ; puis, en 1/4 de finale retour, il élimine le Real Madrid en marquant de la tête le quatrième but parisien qualificatif (4-1) au terme de sept minutes d'arrêts de jeu. Ses coups de tête décisifs lui valent alors le surnom de « Casque d'or ».
Bien que souvent barré par la paire Alain Roche-Ricardo, il est capitaine de l'équipe parisienne lors de la réception du FC Barcelone, en 1/4 de finale retour de la Ligue des Champions 1994-95, qui voit le club francilien s'imposer 2-1 et ainsi se qualifier.
À l'été 1995, il quitte le championnat français pour évoluer en Suisse au FC Sion, où il remporte la Coupe de Suisse. Au terme de la saison, il s'envole deux saisons en Écosse à Aberdeen FC. Il prend sa retraite sportive en 1999, après une dernière saison au RC Paris en National.

### En tant qu'entraîneur

#### Les débuts
Une fois sa carrière de joueur achevée, Kombouaré revient au Paris Saint-Germain, où la qualité de son travail en tant qu'entraîneur de l'équipe réserve est unanimement saluée. Alors qu'il est pressenti en 2003 pour succéder à Luis Fernandez à la tête de l'équipe fanion, ses plans sont finalement contrariés par l'arrivée du tandem Francis Graille-Vahid Halilhodžić à la tête du club parisien.
Il part entraîner le RC Strasbourg. Après des débuts encourageants et un jeu séduisant lors de la saison 2003-2004, au terme de laquelle le club finira à une honorable 13e place, Kombouaré est victime des mauvais résultats de l'équipe alsacienne au début de la saison 2004-2005, lourdement handicapée par le départ de Danijel Ljuboja au PSG. Il est limogé en octobre 2004, à peine plus d'un an après son arrivée.

#### La révélation au Valenciennes FC

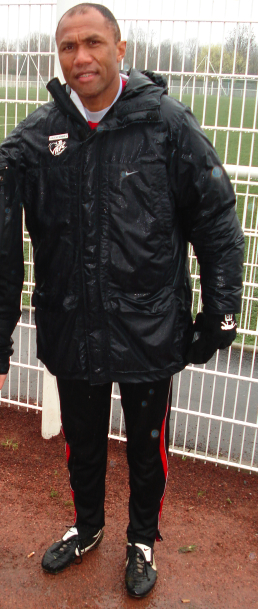
Antoine Kombouaré au Valenciennes FC (2007).

En juillet 2005, il succède à Daniel Leclercq au poste d'entraîneur de l'équipe de Valenciennes, fraîchement promue en Ligue 2. Sous sa houlette, à la surprise générale, le club remporte le championnat dès sa première saison. Valenciennes retrouve la Ligue 1 que le club avait quittée en 1993 au moment de l'affaire VA-OM.
En mai 2006, il obtient le DEPF, plus haut diplôme d'entraîneur en France. Durant trois saisons le club parvient à se maintenir dans l'élite du football français. Le coach est prolongé jusqu'en 2009 au Valenciennes FC. À l'automne 2008, alors que son club est en grande difficulté et que lui-même obtient plusieurs suspensions pour ses colères répétées sur les terrains à l'encontre des arbitres ou des entraîneurs des équipes adverses, le président Francis Decourrière le confirme dans son poste tout en lui adjoignant un manager général afin d'encadrer la politique sportive du club.

#### Retour au Paris Saint-Germain

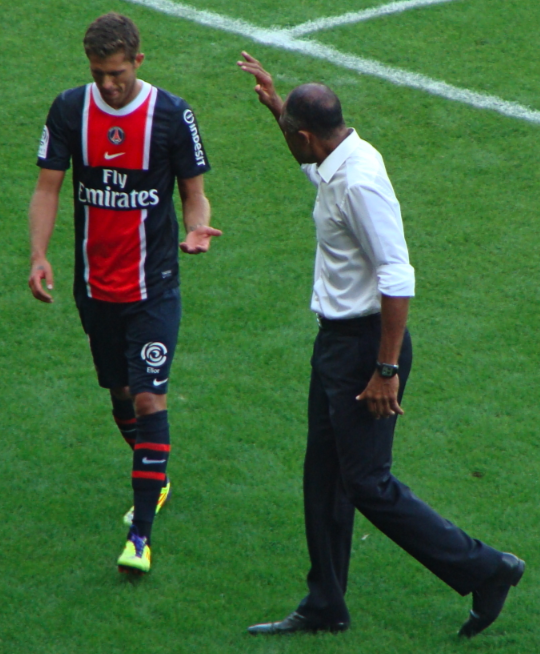
Antoine Kombouaré saluant Jérémy Ménez à sa sortie du terrain (2011).

Après avoir de nouveau assuré le maintien de Valenciennes, il signe le 29 mai 2009 un contrat de 3 ans au Paris Saint-Germain. Il remplace donc à partir du début de la saison 2009-2010 son ancien coéquipier au FC Nantes et au PSG Paul Le Guen avec l'ambition de transmettre sa soif de victoires. Mais les résultats obtenus sont faibles, à mi-parcours de la saison 2010, le PSG pointe en milieu de tableau alors que son effectif et la direction visaient une place européenne.
Cependant malgré les difficultés de son équipe, avec les supporters et les blessures des joueurs, il gagne la coupe de France contre l'AS Monaco en mai 2010, et la qualifie dans le même temps pour la Ligue Europa.
Au cours de la saison 2010-2011, le PSG est considéré comme une des équipes pratiquant l'un des plus beaux jeux de Ligue 1, notamment grâce au flamboyant Nenê. Pour son 100e match de Ligue 1, l'entraîneur retrouve son ancien club le VAFC pour une victoire 3-1. Paris finit cette saison avec une 4e place en championnat, une finale de Coupe de France, une demi-finale de Coupe de la Ligue et un huitième de finale de Ligue Europa.
La saison 2011-2012 est marquée par un changement d'actionnaire majoritaire au club et l'arrivée de Qatar Sports Investments, qui emmène Leonardo dans ses valises. Kombouaré voit arriver de nombreux joueurs (Gameiro, Sirigu, Sissoko, Ménez, Pastore, Lugano, Matuidi…).
Le 22 décembre 2011, au lendemain de la victoire du PSG contre l'AS Saint-Étienne qui permet au club de virer en tête du championnat à la trêve hivernale, Antoine Kombouaré est remercié par son club et remplacé par Carlo Ancelotti. Après une période de tractations, liées à ses modalités de départ, il quitte officiellement ses fonctions le 30 décembre 2011. Il est ensuite consultant sur M6 durant l'Euro 2012.

#### Une année en Arabie saoudite
Le 27 juin 2012, Antoine Kombouaré annonce qu'il s'engage un an avec le club saoudien d'Al-Hilal FC et explique faire ce choix par défaut, faute de proposition d'un club plus prestigieux. Il est limogé le 31 janvier 2013, alors que l'équipe est pourtant deuxième du championnat d'Arabie saoudite.

#### Retour en France au RC Lens

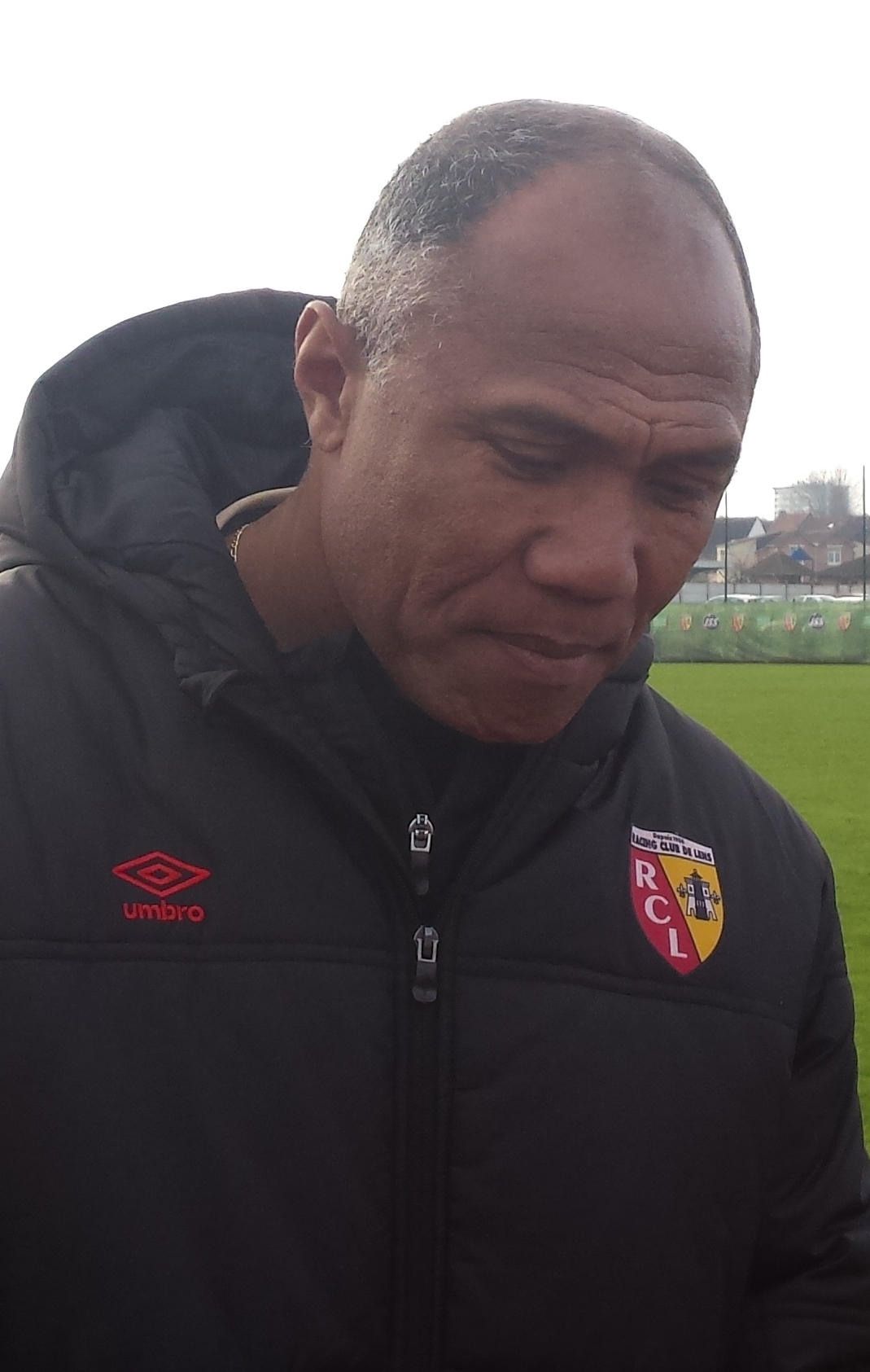
Antoine Kombouaré avec le RC Lens (2014).

Le 25 juin 2013, il est annoncé du côté du RC Lens, club de Ligue 2. Un accord oral est trouvé entre les nouveaux dirigeants et Kombouaré. Sa nomination est annoncée officiellement le 18 juillet 2013 par Gervais Martel lors d'une conférence de presse. L'objectif fixé par Hafiz Mammadov et Gervais Martel est de retrouver l'élite le plus rapidement possible.
Annoncé grand favori de la Ligue 2, ce n'est qu'au terme de la dernière journée et d'une victoire sur le terrain du CA Bastia que le club atteint son objectif de montée en Ligue 1 en terminant à la deuxième place.
Le retour dans l'élite se passe cependant mal, et les engagements financiers du propriétaire ne sont pas tenus. Le club doit jouer loin de ses bases, du fait de la rénovation du stade Bollaert-Delelis, en vue de l'Euro 2016. À l'issue d'une saison difficile, Lens termine lanterne rouge et redescend immédiatement en Ligue 2. L'entraineur conserve son poste en 2015-2016 mais ne parvient pas à faire remonter le club qui échoue à la sixième place du championnat.
Lassé par les atermoiements de sa direction, le technicien décide de ne pas rester dans le Pas-de-Calais.

#### EA Guingamp
Le 30 mai 2016, il s'engage pour trois ans avec l'En avant Guingamp, où il succède à Jocelyn Gourvennec, parti entraîner les Girondins de Bordeaux. À l'issue de sa première saison, il est convoité par l'AS Saint-Étienne, mais les deux clubs ne parviennent pas à se mettre d'accord pour un transfert.
Le 21 août 2018, après deux saisons ponctuées par une dixième et une douzième place, il prolonge son contrat jusqu'en 2020. Il est finalement limogé trois mois plus tard, alors que le club occupe la dernière place du championnat. Alors qu'il avait été soutenu par son Président quelques-jours plus tôt, la décision de l'entraîneur de ne pas rentrer à Guingamp avec son groupe après une déroute à Nantes (5-0) aurait précipité son limogeage.

#### Dijon FCO
Le 10 janvier 2019, il succède à Olivier Dall'Oglio, comme entraîneur du Dijon FCO. Bien qu'ayant permis au club de se maintenir dans l'élite à l'issue des barrages, Antoine Kombouaré annonce sa démission le 10 juin 2019.

#### Toulouse FC
Le 14 octobre 2019, il s'engage comme entraîneur au Toulouse FC pour deux ans où il succède à Alain Casanova. Il arrive à Toulouse avec son adjoint Yves Bertucci. Il obtient sa toute première victoire sur le banc de Toulouse lors de son premier match face à Lille avec une victoire 2 buts à 1.
Le 5 janvier 2020, il est démis de ses fonctions d'entraîneurs au lendemain de l'élimination en 32e de finale de la Coupe de France contre le club Saint-Pryvé Saint-Hilaire FC (National 2) et dix défaites consécutives. Denis Zanko, entraîneur de l'équipe réserve, lui succède. Revenant sur son limogeage au mois de février 2021, Kombouaré affirme : « Là-bas, je ne suis resté que deux mois. Je n'ai fait que dix matches à Toulouse, on ne m'a pas laissé le temps de finir mon travail. »

#### FC Nantes
Le 11 février 2021, le FC Nantes annonce son arrivée, afin de remplacer Raymond Domenech, devenant le quatrième entraîneur de la saison des Canaris. Ancien joueur du club où il a fait ses débuts professionnels, il arrive dans un contexte difficile alors que Nantes est barragiste, classé 18e de Ligue 1, et se bat pour son maintien. Il débute par une victoire sur la pelouse du Angers SCO mais le club ne parvient pas à confirmer lors des rencontres suivantes. Le club obtient toutefois la victoire (1-2) sur le terrain du Parc des Princes contre le PSG le 14 mars lors de la 29e journée, et se maintient finalement en battant Toulouse à l'issue des barrages.
Lors de la saison suivante, il réalise un bon parcours, et les Canaris sont 7es à la trêve de Noël. Ils frappent les esprits le 19 février 2022, face au PSG de Messi, Mbappé et Neymar, en produisant un festival offensif et défensif, conclu sur une victoire par 3 à 1. Le 7 mai 2022, après avoir éliminé l'AS Monaco en demi-finale, le FC Nantes remporte la coupe de France en battant l'OGC Nice en finale sur un pénalty, transformé par Ludovic Blas. C'est le premier titre du club depuis 2001. Quatre jours plus tard, les Canaris s'imposent 2 buts à 1 dans le derby face au Stade rennais, malgré la fatigue de la finale et de ses festivités durant le week-end.
Malgré des tensions avec le président nantais Waldemar Kita, et un fort intérêt de la sélection ivoirienne, Antoine Kombouaré décide de rester au FC Nantes, notamment pour participer à l'aventure européenne de son club formateur.
Le 9 mai 2023, malgré une finale en Coupe de France et un match nul contre la Juve en 16ème de l'Europa League, il est démis de ses fonctions, le club étant alors 17e à 4 journées de la fin. Pierre Aristouy, qui le remplace, sauve le club de justesse lors du dernier match.
Après une fin de saison critique, il reste silencieux un moment avant de faire un retour en 2024 en tant que consultant sportif pour Prime vidéo. Il assiste à 1 match en tant que consultant, avant de revenir au club pour remplacer Gourvennec, le remplaçant de son remplaçant Pierre Aristouy.
Son retour est marqué par une victoire sur la pelouse de l'OGC Nice. La fin de saison est plus compliqué mais Antoine Kombouaré réussit à maintenir une nouvelle fois Nantes en Ligue 1
La saison 2024-2025 se démarque par un mercato assez calme et une mise sur le marché des transferts des anciens du club à l'instar d'Alban Lafont. Malgré trois bons résultats lors des trois premières journées de championnat, le club rechute dans ses travers et se retrouve une nouvelle fois à jouer le maintien. 
Annoncé sur le départ par la presse, Antoine Kombouaré ramène un match nul contre le Paris Saint-Germain et gagne lors du derby breton face au Stade rennais FC. Maintenu dans ses fonctions, il s'abstiendra de parler à la presse lors de la rentrée en 2025 alors que les médias français annonçaient Habib Beye à sa place d'entraîneur du club nantais. 
Malgré une élimination en Coupe de France contre le Stade brestois 29 (défaite, 2-1), il réussira à prendre des points contre l'AS Monaco et le LOSC Lille (1-1). Le 26 janvier 2025, les Canaris font un bon résultat en ramenant le point du nul 1-1 face à l'Olympique lyonnnais et sort l'équipe de la place relégable. Le 2 février 2025, le FC Nantes retrouve la victoire contre le Stade de Reims à l'extérieur, une première depuis 1978, et se donne alors un peu d'air dans la lutte du maintien.
Le 20 mai 2025, le FC Nantes annonce la fin de sa collaboration avec Antoine Kombouaré, le club estimant qu’un nouveau cycle est nécessaire,,. « Le FC Nantes remercie sincèrement Antoine Kombouaré ainsi que l’ensemble de son staff pour leur professionnalisme et leur implication au quotidien » indique les Canaris.

## Statistiques

### Comme joueur
| Saison                | Club                  | Championnat           | Championnat | Championnat | Coupe nationale | Coupe nationale | Coupe de la Ligue | Coupe de la Ligue | Compétition(s) continentale(s) | Compétition(s) continentale(s) | Compétition(s) continentale(s) | Total | Total |
| Saison                | Club                  | Division              | M.          | B.          | M.              | B.              | M.                | B.                | Comp.                          | M.                             | B.                             | M.    | B.    |
| 1984-1985             | FC Nantes             | Division 1            | 18          | 0           | 6               | 0               | -                 | -                 | -                              | -                              | -                              | 24    | 0     |
| 1985-1986             | FC Nantes             | Division 1            | 23          | 0           | 1               | 0               | -                 | -                 | C3                             | 7                              | 0                              | 31    | 0     |
| 1986-1987             | FC Nantes             | Division 1            | 35          | 2           | 1               | 0               | -                 | -                 | C3                             | 2                              | 0                              | 38    | 2     |
| 1987-1988             | FC Nantes             | Division 1            | 31          | 1           | 2               | 0               | -                 | -                 | -                              | -                              | -                              | 33    | 1     |
| 1988-1989             | FC Nantes             | Division 1            | 35          | 1           | 4               | 1               | -                 | -                 | -                              | -                              | -                              | 39    | 2     |
| 1989-1990             | FC Nantes             | Division 1            | 35          | 0           | 2               | 0               | -                 | -                 | -                              | -                              | -                              | 37    | 0     |
| Sous-total            | Sous-total            | Sous-total            | 177         | 4           | 16              | 1               | -                 | -                 | -                              | 9                              | 0                              | 202   | 5     |
| 1990-1991             | SC Toulon             | Division 1            | 17          | 0           | -               | -               | -                 | -                 | -                              | -                              | -                              | 17    | 0     |
| 1990-1991             | Paris Saint-Germain   | Division 1            | 20          | 0           | 3               | 0               | -                 | -                 | -                              | -                              | -                              | 23    | 0     |
| 1991-1992             | Paris Saint-Germain   | Division 1            | 30          | 2           | 1               | 0               | -                 | -                 | -                              | -                              | -                              | 31    | 2     |
| 1992-1993             | Paris Saint-Germain   | Division 1            | 19          | 0           | 5               | 2               | -                 | -                 | C3                             | 5                              | 2                              | 29    | 4     |
| 1993-1994             | Paris Saint-Germain   | Division 1            | 9           | 0           | -               | -               | -                 | -                 | C2                             | 1                              | 0                              | 10    | 0     |
| 1994-1995             | Paris Saint-Germain   | Division 1            | 26          | 1           | 4               | 0               | 4                 | 1                 | C1                             | 8                              | 0                              | 42    | 2     |
| Sous-total            | Sous-total            | Sous-total            | 106         | 3           | 13              | 2               | 4                 | 1                 | -                              | 14                             | 2                              | 137   | 8     |
| 1995-1996             | FC Sion               | Super League          | 25          | 7           | -               | -               | -                 | -                 | C2                             | 2                              | 0                              | 27    | 7     |
| août 1996             | FC Sion               | Super League          | 4           | 1           | -               | -               | -                 | -                 | C2                             | 1                              | 0                              | 5     | 1     |
| Sous-total            | Sous-total            | Sous-total            | 29          | 8           | -               | -               | -                 | -                 | -                              | 3                              | 0                              | 32    | 8     |
| 1996-1997             | Aberdeen FC           | Premier Division      | 30          | 3           | -               | -               | -                 | -                 | -                              | -                              | -                              | 30    | 3     |
| 1997-1998             | Aberdeen FC           | Premier Division      | -           | -           | -               | -               | -                 | -                 | -                              | -                              | -                              | 0     | 0     |
| Sous-total            | Sous-total            | Sous-total            | 30          | 3           | -               | -               | -                 | -                 | -                              | -                              | -                              | 30    | 3     |
| 1998-1999             | RC Paris              | National              | 24          | 4           | -               | -               | -                 | -                 | -                              | -                              | -                              | 24    | 4     |
| Total sur la carrière | Total sur la carrière | Total sur la carrière | 383         | 22          | 29              | 3               | 4                 | 1                 | -                              | 26                             | 2                              | 442   | 28    |

### Comme entraîneur
| Équipe              | Saison    | Division | Classement                 | M.J. | Pts | V. | N. | D. | B.P. | B.C. | Diff. | % V.   | Coupe de France | Coupe de la Ligue | Coupes d'Europe     |
| RC Strasbourg       | 2003-2004 | Ligue 1  | 13e                        | 38   | 43  | 10 | 13 | 15 | 43   | 50   | -7    | 23,3 % | 1/32e f.        | 1/16e f.          |                     |
| RC Strasbourg       | 2004-2005 | Ligue 1  | 11e                        | 38   | 48  | 12 | 12 | 14 | 42   | 43   | -1    | 29,5 % | 1/32e f.        | Vainqueur         |                     |
| Valenciennes FC     | 2005-2006 | Ligue 2  | Champion                   | 38   | 74  | 21 | 11 | 6  | 51   | 28   | +23   | 55,3 % | 1/32e f.        | 1er tour          | N/A                 |
| Valenciennes FC     | 2006-2007 | Ligue 1  | 17e                        | 38   | 43  | 11 | 10 | 17 | 36   | 48   | -12   | 28,9 % | 1/8e f.         | 1/16e f.          | N/A                 |
| Valenciennes FC     | 2007-2008 | Ligue 1  | 13e                        | 38   | 45  | 12 | 9  | 17 | 42   | 40   | +2    | 31,6 % | 1/32e f.        | 1/4 f.            | N/A                 |
| Valenciennes FC     | 2008-2009 | Ligue 1  | 12e                        | 38   | 44  | 10 | 14 | 14 | 35   | 42   | -7    | 28,3 % | 1/32e f.        | 1/16e f.          | N/A                 |
| Paris Saint-Germain | 2009-2010 | Ligue 1  | 13e                        | 38   | 47  | 12 | 11 | 15 | 50   | 46   | +4    | 31,6 % | Vainqueur       | 1/8e f.           | N/A                 |
| Paris Saint-Germain | 2010-2011 | Ligue 1  | 4e                         | 38   | 60  | 15 | 15 | 8  | 56   | 41   | +15   | 39,4 % | Finaliste       | 1/2e f.           | C3. 1/8e f.         |
| Paris Saint-Germain | 2011-2012 | Ligue 1  | 1er*                       | 19   | 40  | 12 | 4  | 3  | 31   | 17   | +14   | 63,2 % | Non débutée     | 1/8e f.           | C3. Phase de poules |
| Al-Hilal FC         | 2012-2013 | D1       | 2e*                        | 19   | ?   | 12 | 3  | 3  | 46   | 17   | +39   | 31,2 % |                 |                   | N/A                 |
| RC Lens             | 2013-2014 | Ligue 2  | 2e                         | 38   | 65  | 17 | 14 | 7  | 58   | 40   | +18   | 43,7 % | 1/4e f.         | 2e tour           | N/A                 |
| RC Lens             | 2014-2015 | Ligue 1  | 20e                        | 38   | 29  | 7  | 8  | 23 | 32   | 61   | -29   | 18,4 % | 1/32e f.        | 1/16e f.          | N/A                 |
| RC Lens             | 2015-2016 | Ligue 2  | 6e                         | 38   | 58  | 15 | 13 | 10 | 39   | 35   | +4    | 39,5 % | 7e tour         | 1er tour          | N/A                 |
| EA Guingamp         | 2016-2017 | Ligue 1  | 10e                        | 38   | 50  | 14 | 8  | 16 | 46   | 53   | -7    | 36,8 % | 1/16e f.        | 1/4e f.           | N/A                 |
| EA Guingamp         | 2017-2018 | Ligue 1  | 12e                        | 38   | 47  | 12 | 11 | 15 | 48   | 59   | -11   | 31,6 % | 1/16e f.        | 1/16e f.          | N/A                 |
| EA Guingamp         | 2018-2019 | Ligue 1  | 20e*                       | 11   | 7   | 1  | 4  | 7  | 9    | 28   | −19   | 3,5 %  | N/A             | 1/16e f.          | N/A                 |
| Dijon FCO           | 2018-2019 | Ligue 1  | 18e (barragiste vainqueur) | 25   | 18  | 8  | 4  | 13 | 28   | 37   | -9    | 32 %   | 1/4 f.          | 1/8e f.           | N/A                 |
| Toulouse FC         | 2019-2020 | Ligue 1  | 20*                        | 17   | 12  | 3  | 3  | 11 | 19   | 35   | -16   | 17,6 % | 1/32e           |                   | N/A                 |
| FC Nantes           | 2020-2021 | Ligue 1  | 18e (barragiste vainqueur) | 16   | 24  | 7  | 3  | 6  | 26   | 18   | +8    | 46,2%  | N/A             |                   | N/A                 |
| FC Nantes           | 2021-2022 | Ligue 1  | 9e                         | 38   | 55  | 15 | 10 | 13 | 55   | 48   | +7    |        | Vainqueur       |                   | N/A                 |
| FC Nantes           | 2022-2023 | Ligue 1  | 17e*                       | 34   | 32  | 6  | 14 | 14 | 35   | 50   | -15   | 18,8%  | Finaliste       |                   | C3, 16e de finale   |

*Les positions indiquées sont celles lors du départ d'Antoine Kombouaré.

## Palmarès

### Joueur
- Champion de France en 1994 avec le Paris Saint-Germain
- Vainqueur de la Coupe de France en 1993 et en 1995 avec le Paris Saint-Germain
- Vainqueur de la Coupe de la Ligue en 1995 avec le Paris Saint-Germain
- Vainqueur de la Coupe de Suisse en 1996 avec le FC Sion
- Vice-champion de France en 1985 et 1986 avec le FC Nantes et en 1995 avec le Paris Saint-Germain
- Vice-champion de Suisse en 1996 avec le FC Sion

### Entraîneur
| Valenciennes FC (1)           | Paris Saint-Germain (1) | RC Lens                            | FC Nantes (1) |
| ----------------------------- | --- | ---------------------------------- | --- |
| - Champion de Ligue 2 : 2006. | - Vainqueur de la Coupe de France : 2010. - Finaliste de la Coupe de France : 2011 . - Finaliste du Trophée des champions : 2010. | - Vice-champion de Ligue 2 : 2014. | - Vainqueur de la Coupe de France : 2022 . - Finaliste de la Coupe de France : 2023. - Finaliste du Trophée des champions : 2022. |

### Distinctions individuelles
- Élu meilleur entraîneur de Ligue 2 en 2006 avec le Valenciennes FC.
- Membre de l'équipe type ayant marqué l'histoire du Paris Saint-Germain en 2017 selon le magazine So Foot.

## Décorations
- Chevalier de la Légion d'honneur (décret du 5 avril 2015)[31]
- Officier de l'ordre national du Mérite (décret du 20 juin 2022)[1]

## Autres activités
Antoine Kombouaré est aussi un grand amateur de golf avec un handicap de 9.3. Il était notamment présent aux balles blanches 2012, un tournoi de golf caritatif pour les enfants hospitalisés, avec David Ginola, Jérôme Alonzo, Alain Roche et de nombreuses autres personnalités.
En 1999, il apparaît dans Fort Boyard avec Jean-Pierre Castaldi (animateur en 2000), David Donadei, Julien Lorcy, Luc Sonor et Sandrine Roux.
En 2024, Antoine Kombouaré prend une part très faible (moins de 1 %) dans le capital de la nouvelle société qui reprend le club de basket-ball des Metropolitans 92.
En 2025, Antoine Kombouaré a commenté la finale de ligue des champions 2024-2025 pour la chaine M6 aux cotés de Xavier Domergue 